# Wiesenhof (Dürrwangen)
Wiesenhof ist ein Wohnplatz des Marktes Dürrwangen im Landkreis Ansbach (Mittelfranken, Bayern). Wiesenhof liegt in der Gemarkung Dürrwangen.

## Geografie
Die ehemalige Einöde ist seit den 1970er Jahren in dem Wiesenhofweg des Gemeindeteils Dürrwangen aufgegangen.

## Geschichte
Wiesenhof lag im Fraischbezirk des ansbachischen Oberamtes Feuchtwangen, was aber vom oettingen-spielbergischen Oberamt Dürrwangen strittig gemacht wurde. Der Ganzhof hatte das Oberamt Dürrwangen als Grundherrn. Von 1797 bis 1808 unterstand der Ort dem Justiz- und Kammeramt Feuchtwangen.
Infolge des Gemeindeedikts wurde Wiesenhof 1809 dem Steuerdistrikt und der Ruralgemeinde Dürrwangen zugeordnet. In der Bayerischen Uraufnahme bestand der Ort aus zwei Halbhöfen. Zu den beiden Anwesen gehörten rund 11 ha Acker- und Grünflächen. Bei der Vergabe der Hausnummern erhielten die Anwesen die Nr. 112 und 113 des Ortes Dürrwangen.

### Einwohnerentwicklung
| Jahr      | 001818 | 001840 | 001861 | 001871 | 001885 | 001900 | 001925 | 001950 | 001961 | 001970 |
| Einwohner | 5      | 16     | 5      | 3      | 4      | 2      | 6      | 4      | 7      | 2      |
| Häuser    | 1      | 2      |        |        | 1      | 1      | 1      | 1      | 1      |        |
| Quelle    | [ 8 ]  | [ 9 ]  | [ 10 ] | [ 11 ] | [ 12 ] | [ 13 ] | [ 14 ] | [ 15 ] | [ 16 ] | [ 17 ] |

## Religion
Der Ort ist römisch-katholisch geprägt und nach Maria Immaculata (Dürrwangen) gepfarrt. Die Protestanten sind nach St. Wendelin (Lehengütingen) gepfarrt.

## Weblink
- Wiesenhof in der Ortsdatenbank des bavarikon, abgerufen am 19. August 2021.